# 현덕사
현덕사는 대한민국 충청남도 금산군 군북면 어필각로 197에 있는 사당이다. 2011년 8월 16일 금산군의 향토유적 제21호로 지정되었다.

## 개요
현덕사는 조선 전기의 문신 박흥생(朴興生)을 배향한 사당이다. 박흥생(1374∼1446)의 자는 경부(敬夫), 호는 국당(菊堂)으로, 여흥부(驪興府), 춘천부(春川府) 교수敎授)를 역임하였고, 1423년(세종 5) 평창현령(平昌縣令)을 제수받았다. 효행이 지극하여 정려(旌閭)를 받고 학행과 문장이 뛰어나 당시 거유(巨儒) 목은이색(牧隱李穡), 사가정(四佳亭) 서거정(徐居正)선생이 천양(闡揚)하였다고 한다.